# الکساندر ادلر
الکساندر ادلر (انگلیسی: Alexander Edler؛ زادهٔ ۲۱ آوریل ۱۹۸۶) بازیکن هاکی روی یخ اهل سوئد است.
از باشگاه‌هایی که در آن بازی کرده‌است می‌توان به ونکوور کناکز اشاره کرد.